# Tribunale della Rota Romana
Il Tribunale della Rota Romana (in latino Tribunal Rotae Romanae, noto anche come Tribunale della Sacra Rota) è uno dei tre organismi giudiziari della Curia romana. È il tribunale ordinario della Santa Sede. Ha sede a Roma, nel Palazzo della Cancelleria, ma in antico ebbe sede anche nel Palazzo Farnese.

## Storia
La storia della Sacra Rota prende le mosse dall'approvazione della Costituzione apostolica di Giovanni XXII Ratio iuris (1331). Il Tribunale ebbe origine dalla Cancelleria Apostolica, nella quale dopo il Cancelliere (poi Vicecancelliere) venivano l'auditor contradictorium ed i cappellani. A questi, prima caso per caso e poi stabilmente, era affidata l'istruzione delle cause (auditores causarum curiae domini papae). Papa Innocenzo III (1198-1216) diede loro anche il potere di pronunziare le sentenze. Con Innocenzo IV e il primo Concilio di Lione (1245), i cappellani formarono un tribunale stabile. Giovanni XXII assegnò all'istituzione fondata dal predecessore una sede e la disciplinò con la costituzione Raio iuris (16 dicembre 1331).
Il nome Sacra Rota deriva probabilmente da un recinto di forma circolare intorno al quale in origine si disponevano gli auditores (uditori) per valutare le istanze ed emettere le sentenze. Il primo uso registrato del termine "Rota" si trova nelle Decisiones Rotae Romanae di Bernard du Bosquet, relative a 36 casi giudicati ad Avignone tra il dicembre del 1336 e il febbraio del 1337.
Il numero dei cappellani uditori fu fissato ad un massimo di 12 da papa Sisto IV nel 1472, mentre la competenza del tribunale fu precisata nel 1747 da papa Benedetto XIV con la costituzione Iustitiae et pacis.
La nomina degli uditori (giudici) fu sempre riservata al Papa. Dovevano essere doctores iuri celebres, oltre che distinti per prudenza e integrità di vita. Il collegio dei giudici era presieduto da un "decano", anch'egli nominato dal pontefice scegliendolo tra gli stessi giudici. Anticamente invece il decano era semplicemente l'uditore più anziano. Fino al 1870, alcuni stati ed alcune città avevano il privilegio proporre al pontefice la nomina degli giudici. La Spagna ne indicava due, mentre il Sacro Romano Impero, la Francia, Bologna, Milano, Perugia, Venezia (sostituita dopo il 1815 da Ravenna), Firenze e Ferrara, potevano indicarne uno ciascuno. Gli altri tre uditori erano cittadini romani.
Nel 1834, sotto papa Gregorio XVI, il tribunale ebbe la funzione di corte d'appello per lo Stato Pontificio, mentre furono sempre più spesso assegnate alle congregazioni le cause di foro ecclesiastico.
Dopo la presa di Porta Pia e l'occupazione di Roma del 1870, la Rota interruppe la sua attività. Il 29 giugno 1908 papa Pio X creò un nuovo tribunale recuperando l'antica denominazione di Rota.

## Attività
La Rota giudica per turni di tre uditori (o videntibus omnibus) ed è essenzialmente un tribunale di appello: è competente per il foro esterno (in materia di cause contenziose e criminali, escluse quelle riservate al papa) e la sua giurisdizione, che concerne sia i cittadini della Città del Vaticano sia i fedeli di ogni parte del mondo, si esercita:
- in primo grado nelle cause civili, ove siano convenuti vescovi diocesani, mense vescovili o altri enti immediatamente dipendenti dalla Santa Sede, e in ogni altra causa che il pontefice abbia avocato a sé, sia motu proprio sia per istanza delle parti;
- in secondo grado nelle cause già decise da tribunali diocesani e devolute immediatamente al pontefice, saltando i tribunali metropolitani;
- in terzo grado nelle cause già decise in secondo grado dai tribunali metropolitani e diocesani, e non ancora passate in giudicato.

## Uditori della Rota

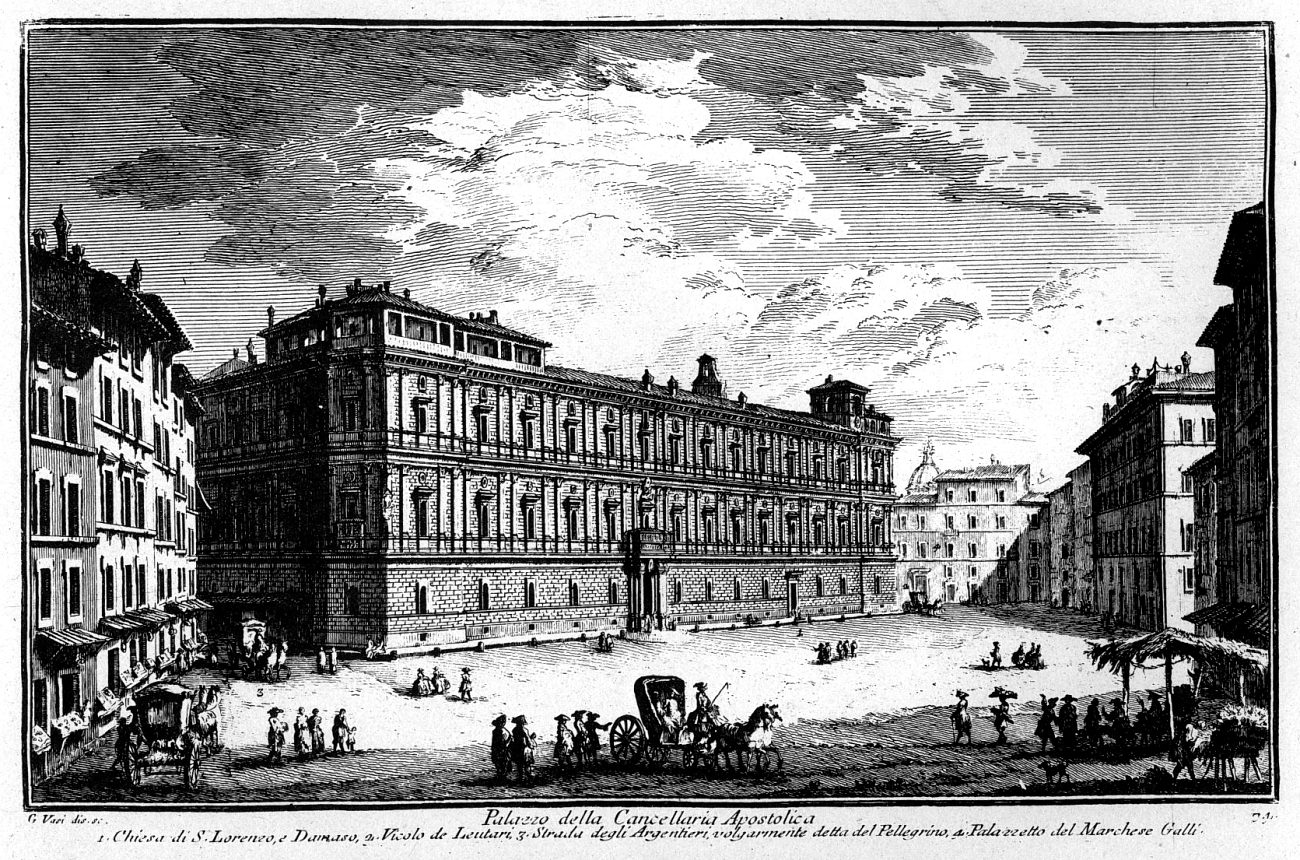
Il Palazzo della Cancelleria, sede della Sacra Rota, in un'incisione ottocentesca di Giuseppe Vasi.

Gli uditori attivi della Rota, con le rispettive date di nomina, sono i seguenti:
- mons. Maurice Monier (9 gennaio 1995)
- mons. Giordano Caberletti (12 novembre 1996)
- mons. Grzegorz Erlebach (4 novembre 1997)
- mons. Jair Ferreira Pena (8 febbraio 1999)
- mons. Michael Xavier Leo Arokiaraj (25 aprile 2007)
- mons.  Alejandro Arellano Cedillo, C.O.R.C. (25 aprile 2007)
- mons. David Maria Jaeger, O.F.M. (12 aprile 2011)
- mons. Vito Angelo Todisco (27 settembre 2011)
- mons. Felipe Heredia Esteban (27 settembre 2011)
- mons. Davide Salvatori (13 dicembre 2011)
- mons. Alejandro Wilfredo Bunge (7 aprile 2013)
- mons. Manuel Saturino da Costa Gomes, S.C.I. (21 gennaio 2014)
- mons. Antonio Bartolacci (21 gennaio 2014)
- mons. Pietro Milite (9 gennaio 2015)
- mons. José Fernando Mejía Yáñez, M.G. (22 febbraio 2016)
- mons. Miroslav Konštanc Adam, O.P. (12 febbraio 2016)
- mons. Francesco Viscome (27 ottobre 2016)
- mons. Hans-Peter Fischer (20 luglio 2017)
- mons. Robert Gołębiowski (19 luglio 2019)
- mons. Laurence John Spiteri (25 aprile 2022)
- mons. Antonios Chouweifaty (25 aprile 2022)
- mons. Pierangelo Pietracatella (23 gennaio 2023)
- mons. Tomasz Kubiczek (14 gennaio 2025)

## Officiali della Rota
- avv. Maria Fratangelo (difensore del vincolo, dall'8 novembre 2018)
- don Francesco Ibba (sostituto difensore del vincolo, dal 17 aprile 2015)
- don Pierangelo Pietracatella (capo ufficio, dal 20 luglio 2017)

## Cronotassi dei decani
- Monsignore Geminiano Inghirami (1433 - ?)
- Monsignore Alfonso de Segura (1447? - luglio 1449 nominato vescovo di Mondoñedo)
- Monsignore Pedro Martín de Covarrubias (1451? - 1456? nominato protonotario)
- Monsignore Juan Díaz de Coca (1456 - 13 febbraio 1470 nominato vescovo di Calahorra)
- Monsignore Antonio de Grassi (1482 - 2 marzo 1485 nominato vescovo di Tivoli)
- Monsignore Girolamo dei Porcari (ottobre 1494? - 26 aprile 1495 nominato vescovo di Andria)
- Monsignore Guillaume des Perriers (26 aprile 1495 - 17 novembre 1500 deceduto)
- Monsignore Pietro Accolti (17 novembre 1500 - 4 aprile 1505 nominato vescovo di Ancona e Numana)
- Monsignore Achille Grassi (4 aprile 1505 - 14 febbraio 1506 nominato vescovo di Città di Castello)
- Monsignore Domenico Giacobazzi (14 febbraio 1506 - 8 novembre 1511 nominato vescovo di Nocera)
- Monsignore Mercurio de Vipera (8 novembre 1511 - 23 marzo 1523 nominato vescovo di Bagnoregio)
- Monsignore Giacomo Simonetta (23 marzo 1523 - 17 luglio 1528 nominato vescovo di Pesaro)
- Monsignore Paolo Capizucchi (17 luglio 1528 - 7 novembre 1533 nominato vescovo di Nicastro)
- Monsignore Giovanni Leclerc (26 novembre 1534 - 9 gennaio 1535 nominato vescovo di Macerata)
- Monsignore Nicolás de Aragón (9 gennaio 1535 - 26 gennaio 1537 nominato vescovo di Bosa)
- Monsignore Silvestro Dario (26 gennaio 1537 - 1543 deceduto)
- Monsignore Marco Antonio Marescotti (? - 1543 deceduto)
- Monsignore Giovanni Paolo Tolomei (1543 - 1547 deceduto)
- Monsignore Giacomo Puteo (1547 - 18 aprile 1550 nominato arcivescovo di Bari e Canosa)
- Monsignore Fabio Accoramboni (18 aprile 1550 - 14 luglio 1559 deceduto)
- Monsignore Giulio Oradini (14 luglio 1559 - 17 aprile 1562 nominato vescovo di Perugia)
- Monsignore Giovanni Battista de Rubeis (17 aprile 1562 - 6 settembre 1564 dimesso)
- Monsignore Giulio Oradini (6 settembre 1564 - 1573 deceduto)
- Monsignore Giovanni Battista de Rubeis (1573 - 7 settembre 1590 deceduto)
- Monsignore Séraphin Olivier-Razali (7 settembre 1590 - 26 agosto 1602 nominato patriarca di Alessandria)
- Monsignore Girolamo Pamphili (26 agosto 1602 - 9 giugno 1604 creato cardinale)
- Monsignore Francisco Peña (14 giugno 1604 - 21 agosto 1612 deceduto)
- Monsignore Giovanni Battista Coccini (21 agosto 1612 - 8 gennaio 1641 deceduto)
- Monsignore Filippo Pirovani (8 gennaio 1641 - 10 settembre 1641 deceduto 1643?)
- Monsignore Clemente Merlini (10 settembre 1641 - 24 luglio 1642 deceduto)
- Monsignore Aimé Du Nozet (?-14 ottobre 1657 deceduto)
- Monsignore Carlo Cerri (14 ottobre 1657 - 24 novembre 1669 creato cardinale)
- Monsignore Antonio Albergati (29 novembre 1669 - 14 luglio 1686 deceduto)
- Monsignore Jacob Emerix de Matthiis (14 luglio 1686 - 2 settembre 1699 deceduto)
- Monsignore Alessandro Orsini (2 settembre 1696 - 30 ottobre 1698 deceduto)
- Monsignore José de Molines (31 ottobre 1698 - 8 gennaio 1717 nominato inquisitore generale dell'Inquisizione spagnola)
- Monsignore Ansaldo Ansaldi (8 gennaio 1717 - 7 dicembre 1719 deceduto)
- Monsignore Ciriaco Lancetta (7 dicembre 1719 - 22 novembre 1723 dichiarato emeritus)
- Monsignore Alessandro Falconieri (prodecano ? - 11 settembre 1724 creato cardinale)
- Cardinale Carlo Cerri (prodecano 11 settembre 1724 - 22 febbraio 1726)
- Patriarca Pompeo Aldrovandi (22 febbraio 1726 - 18 settembre 1733 nominato governatore di Roma)
- Monsignore Marcellino Corio (18 settembre 1733 - 1º settembre 1734 nominato governatore di Roma)
- Monsignore Carlo Leopoldo Calcagnini (1º settembre 1734 - 9 settembre 1743 creato cardinale)
- Monsignore Tommaso Núñez (9 settembre 1743 - 2 luglio 1744 deceduto)
- Monsignore Mario Mellini (14 luglio 1744 - 10 aprile 1747 creato cardinale)
- Monsignore Pietro Francesco Bussi (1º gennaio 1757 - 24 settembre 1759 creato cardinale)
- Monsignore Urbano Paracciani Rutili (14 febbraio 1761 - 9 luglio 1764 nominato arcivescovo di Fermo)
- Monsignore Bartolomeo Olivazzi (1765 - 11 settembre 1769 nominato vescovo di Pavia)
- Monsignore Alessandro Ratta (1770 - 1783 dimesso)
- Monsignore Giovanni Maria Riminaldi (1784 ? - 14 febbraio 1785 creato cardinale)
- Monsignore Alphonse-Hubert de Latier de Bayane (21 marzo 1792 - 9 agosto 1802 pubblicato cardinale)
- Monsignore Francesco Cesarei Leoni (9 agosto 1802 - 28 luglio 1817 creato cardinale)
- Monsignore Francesco Serlupi-Crescenzi (28 luglio 1817 - 10 marzo 1823 creato cardinale)
- Monsignore Joachim-Jean-Xavier d'Isoard (10 marzo 1823 - 25 giugno 1827 creato cardinale)
- Monsignore Alessandro Spada (giugno 1827 - 6 aprile 1835 pubblicato cardinale)
- Monsignore Cosimo Corsi (1835 - 24 gennaio 1842 creato cardinale)
- Monsignore Giuseppe Bofondi (24 gennaio 1842 - 1846 dimesso)
- Monsignore Pietro Giuseppe d'Avellà-y-Navarro (1846 ? - 1853 dimesso)
- Monsignore Pietro de Silvestri (26 aprile 1853 - 15 marzo 1858 creato cardinale)
- Monsignore Ignazio Alberghini (1858 - 1861 dimesso)
- Monsignore Giovanni Alessandro del Magno (1862 - 1888 dimesso)
- Monsignore Johannes Montel Edler von Treuenfels (novembre 1888 - ottobre 1908 dimesso)
- Monsignore Michele Lega (20 ottobre 1908 - 25 maggio 1914 creato cardinale)
- Monsignore Guglielmo Sebastianelli (1914 - 1920 dimesso)
- Monsignore Serafino Many (1920 - 1921 dimesso)
  - Monsignore John Prior (1920 - 1921 nominato decano) (pro-decano)
- Monsignore John Prior (15 agosto 1922 - 28 aprile 1926 dimesso)
- Monsignore Massimo Massimi (1º maggio 1926 - 16 dicembre 1935 creato cardinale)
- Monsignore Giulio Grazioli (16 dicembre 1935 - 30 ottobre 1944 dimesso)
- Monsignore André-Damien-Ferdinand Jullien, P.S.S. (30 ottobre 1944 - 15 dicembre 1958 creato cardinale)
- Monsignore William Theodore Heard (15 dicembre 1958 - 14 dicembre 1959 creato cardinale)
- Monsignore Francis John Brennan (14 dicembre 1959 - 10 giugno 1967 nominato arcivescovo titolare di Tubune di Mauritania)
- Monsignore Bolesław Filipiak (26 giugno 1967 - 1º maggio 1976 nominato vescovo titolare di Plestia)
- Monsignore Charles Lefebvre (1976 - 1978 dimesso)
- Monsignore Heinrich Ewers (1978 - 1982 dimesso)
- Monsignore Arturo De Iorio (1982 - 1985 dimesso)
- Arcivescovo Ernesto Maria Fiore (6 giugno 1985 - 2 luglio 1993 ritirato)
- Arcivescovo Mario Francesco Pompedda (11 settembre 1993 - 16 novembre 1999 nominato prefetto del Supremo tribunale della Segnatura apostolica)
- Monsignore Raffaello Funghini (11 dicembre 1999 - 31 gennaio 2004 ritirato)
- Vescovo Antoni Stankiewicz (31 gennaio 2004 - 22 settembre 2012 ritirato)
- Monsignore Pio Vito Pinto (22 settembre 2012 - 30 marzo 2021 ritirato)
  - Monsignore Maurice Monier (12 dicembre 2016 - 2019[6]) (pro-decano)
- Arcivescovo Alejandro Arellano Cedillo, C.O.R.C., dal 30 marzo 2021

## Cause di nullità matrimoniale
Il Tribunale apostolico della Romana Rota si occupa soprattutto delle cause di nullità matrimoniale, che costituiscono la grande maggioranza delle cause discusse presso la Rota. Esse riguardano i matrimoni contratti con rito cattolico, fra due cattolici oppure fra un coniuge cattolico e uno ateo o di altra confessione. Il ricorso al tribunale della Rota per le cause di nullità matrimoniale è facoltativo in primo grado e in secondo grado (i fedeli possono infatti decidere di rivolgersi ai tribunali ecclesiastici del loro territorio); diventa obbligatorio solo dal terzo grado di giudizio in poi.
Comunemente si parla di "annullamento della Rota", o addirittura di "divorzio cattolico", ma tecnicamente si tratta di un "riconoscimento di nullità". Infatti secondo la dottrina cattolica il sacramento del matrimonio è uno e inscindibile e pertanto il diritto canonico nega possano sussistere cause a questo riguardo di annullamento o risoluzione.

### Ricezione nell'ordinamento italiano delle sentenze della Rota Romana
In Italia la dichiarazione di nullità del matrimonio religioso non comporta l'immediato annullamento del matrimonio civile, perché lo Stato italiano deve accogliere la sentenza ecclesiastica attraverso una procedura detta delibazione disciplinata dal codice di procedura civile dall'art. 796 e seguenti. Tali articoli risultano oggi abrogati ma, in realtà, trovano ugualmente applicazione proprio in relazione alle sentenze provenienti dai Tribunali ecclesiastici in virtù della prevalenza degli accordi internazionali (i Patti Lateranensi e gli Accordi del 1984 di Villa Madama hanno tale natura e sono stati ratificati con legge) rispetto alle disposizioni della legge n. 218/95, così come stabilito dall'art. 2 della legge stessa. Questo nonostante la procedura di delibazione sia più sfavorevole rispetto alle disposizioni della legge n. 218/95 sugli effetti delle sentenze straniere in Italia. La suddetta istanza di delibazione dev'essere inoltrata presso la Corte d'appello competente per territorio, che va individuata in quella nel cui distretto si trova il Comune dove fu trascritto il matrimonio stesso, e dev'essere necessariamente sottoscritta da un avvocato. Ai fini della valida ammissione dell'istanza, i requisiti prescritti si basano sull'esistenza dei seguenti presupposti: la presenza delle due conformi decisioni giudiziali emanate in ambito ecclesiastico, dichiarative della nullità del matrimonio e il decreto di esecutività rilasciato dal Supremo tribunale della Segnatura Apostolica attraverso il quale, secondo il diritto canonico, si attesta l'esecutività della sentenza ecclesiastica di nullità.
La delibazione (o riconoscimento) in taluni casi particolari può essere negata. Ad esempio per quelle cause di nullità valide per il diritto canonico ma che non sono riconosciute dall'ordinamento italiano; sono fra questi casi le dispense pontificie per matrimonio "rato e non consumato", poiché la consumazione non rileva ai fini del diritto italiano o almeno non rileva in termini generici ma va verificata nei suoi contesti attraverso specifico rito di magistratura italiana, al punto da impedire la ricezione automatica di una dispensa. Il matrimonio non consumato è, infatti, per l'ordinamento italiano motivo per cui chiedere lo scioglimento del matrimonio/cessazione degli effetti civili del matrimonio ai sensi della legge sul divorzio del 1970.
Come acclarato dalla Corte di cassazione italiana, infatti, già altra corte aveva chiarito che restano inapplicabili le disposizioni della nuova normativa, nella parte in cui esse consentirebbero l'efficacia immediata e diretta della decisione straniera, senza adottare lo speciale procedimento giurisdizionale previsto per le sentenze di nullità di matrimonio pronunciate dai tribunali ecclesiastici (art. 8, comma 2, l. 25 marzo 1985, n.121).
Inoltre la dichiarazione di nullità del matrimonio concordatario produce gli effetti del cosiddetto matrimonio putativo di cui all'art. 128 c.c.